# Jerónimo Urmeneta
Manuel Jerónimo Urmeneta García (Santiago, 1816 – Ibídem, 24 de agosto de 1881), fue  político chileno.

## Biografía
Hijo de Tomás Ignacio de Urmeneta y de Manuela García. A muy temprana edad quedó huérfano, siendo enviado por su hermano mayor a educarse en los Estados Unidos en 1826. Realizó sus estudios de leyes en la Universidad de Brown. Se graduó de doctor en letras y leyes en 1834, regresando a Chile el año siguiente. Su primer trabajo fue como empleado de la aduana de Valparaíso.
Fue elegido diputado en 1852, siendo presidente de la cámara en 1856.
En 1850 fue nombrado Ministro de Hacienda por el presidente Manuel Bulnes. De política económica claramente liberal, en 1851 logró reformar las leyes aduaneras y el sistema monetario, adoptando el sistema métrico decimal. Se mantuvo en el ministerio durante el gobierno de Manuel Montt hasta 1852. Se le nombró ministro del Interior y Relaciones Exteriores en 1857, ejerciendo hasta 1859. Durante su permanencia en el gobierno de Montt, se desarrollaron grandes obras administrativas, como el ferrocarril Santiago-Valparaíso, la reglamentación de correos y la organización de las primeras colonias extranjeras establecidas en el sur del país. Como ministro de Relaciones le cupo defender la posición chilena de los derechos de Chile sobre el despoblado de Atacama en un debate diplomático con Bolivia.
Tras dejar el gobierno sirvió como senador y consejero de estado. En 1868 se asoció al movimiento político del club de la reforma, llegando a ser uno de sus principales líderes. En 1870 fue elegido diputado al congreso constituyente y en 1876 senador por Coquimbo, ahora como militante del partido liberal. En 1883 fue nombrado presidente del Banco Agrícola y director de la Compañía de Gas de Santiago.
En 1873 funda junto con una serie de jóvenes filántropos la Quinta Compañía de Bomberos de Santiago.